# Ladoye-sur-Seille
Ladoye-sur-Seille är en kommun i departementet Jura i regionen Bourgogne-Franche-Comté i östra Frankrike. Kommunen ligger i kantonen Voiteur som tillhör arrondissementet Lons-le-Saunier. År 2022 hade Ladoye-sur-Seille 49 invånare.

## Befolkningsutveckling
Antalet invånare i kommunen Ladoye-sur-Seille
Referens:INSEE